# フアン・サンチェス・モレノ
フアン・ヒネス・サンチェス・モレノ（Juan Ginés Sánchez Moreno、1972年5月15日 - ）は、スペイン・バレンシア州アルダイア出身の元サッカー選手。ポジションはFW。元スペイン代表。

## クラブ経歴
バレンシア州のアルダイアに生まれ、バレンシアCFのカンテラで育成された。1992-93シーズンにBチームへと昇格すると、同シーズンの1992年10月25日のFCバルセロナ戦にて、後半25分にエロイとの交代で20歳にしてトップチームデビューを果たした。このシーズンはトップチームで17試合に出場して3ゴールを挙げた。
1993-94シーズンは、選手としての経験を積むため、セグンダ・ディビシオンのRCDマジョルカにレンタル移籍をした。マジョルカではゴラン・ミロイェヴィッチやヴラダ・ストシッチとともに攻撃陣を牽引し、自身はチーム内2位となる16得点を記録したが、マジョルカはプリメーラ・ディビシオン昇格とはならなかった。
マジョルカからレンタルバック後の1994年夏、プリメーラに所属していたセルタ・デ・ビーゴに完全移籍した。加入2シーズン目に10得点を挙げ、1997-98シーズンにはクラブがリーグ6位になったことで翌シーズンのUEFAカップ出場権を獲得した。その1998-99シーズンは、サンチェスにとって飛躍のシーズンとなった。リーグ戦ではキャリアハイとなる13得点、UEFAカップではベスト4に進出した。
1999年、自身がプロデビューを果たしたバレンシアCFに復帰した。加入後4シーズン目までは安定した出場機会を確保し、合計26得点を積み上げた。2000-01シーズンにはUEFAチャンピオンズリーグの決勝に進出し、FCバイエルン・ミュンヘンとの決勝では先発出場したが、66分にベンチに下がった。2003-04シーズンはリカルド・オリヴェイラの加入もあってポジションを奪われた。このシーズンはリーグ戦出場がわずか10試合にとどまり、得点も1ゴールのみだった。
2004-05シーズンからセグンダに降格していたセルタ・デ・ビーゴに復帰するが、目立った活躍ができずに2005-06シーズンをもって現役から身を退いた。
現役引退後の2008年4月から8月にかけてはバレンシアCFのスポーツディレクターを務めた。また、2009-10シーズンにはREムスクロンのフロントスタッフとしても活動していた。

## 代表経歴
1998年11月18日、イタリア代表との親善試合でスペイン代表デビューを果たした。A代表ではこの試合が唯一の出場となった。

## タイトル

### クラブ
バレンシアCF
- ラ・リーガ : 2回 (2001-02, 2003-04)
- スーペルコパ・デ・エスパーニャ : 1回 (1999)
- UEFAカップ : 1回 (2003-04)

セルタ・デ・ビーゴ
- セグンダ・ディビシオン : 1回 (2004-05)